# Jusuf Sjarif Badudu
Jusuf Sjarif Badudu, znany jako J.S. Badudu bądź Jus Badudu (ur. 19 marca 1926 w Gorontalo, zm. 12 marca 2016 w Bandungu) – indonezyjski językoznawca; specjalista od języka indonezyjskiego i profesor językoznawstwa na Uniwersytecie Padjadjaran.
Kształcił się na Wydziale Literatury Uniwersytetu Padjadjaran. W latach 1971–1973 kontynuował edukację w ramach studiów podyplomowych na Uniwersytecie w Lejdzie (Holandia). W 1975 roku uzyskał doktorat na Uniwersytecie Indonezyjskim, przedstawiając rozprawę na temat morfologii czasownikowej w języku gorontalo. 
Od 1965 roku wykładał na Uniwersytecie Padjadjaran. Od 1982 roku pracował jako profesor lingwistyki na tymże uniwersytecie oraz na uczelni Institut Keguruan Ilmu Pendidikan Bandung. Został także profesorem na Universitas Pakuan Bogor (1991) i Universitas Nasional Jakarta (1994).  
W latach 70. i 80. prowadził program Pembinaan Bahasa Indonesia w telewizji TVRI, gdzie popularyzował używanie „dobrego i poprawnego języka indonezyjskiego”. 
Jego dorobek obejmuje artykuły poświęcone językowi indonezyjskiemu oraz poradniki na temat praktyki językowej, adresowane do uczniów, studentów i ogółu społeczeństwa. Ponadto opracował bądź współtworzył kilka słowników języka indonezyjskiego: Kamus Ungkapan Bahasa Indonesia, Kamus Umum Bahasa Indonesia, Kamus Bahasa Indonesia untuk Pendidikan Dasar, Kamus Kata-Kata Serapan Asing Bahasa Indonesia. Wśród jego publikacji można także wymienić: Pelik-pelik Bahasa Indonesia (1971), Inilah Bahasa Indonesia yang Benar (1993), Kamus Peribahasa (2008), Membina Bahasa Indonesia Baku (1980). 
Został m.in. uhonorowany odznaczeniem Satyalancana Karya Satya (1987). W 2001 roku odebrał odznaczenie państwowe Bintang Mahaputera z rąk prezydenta Indonezji Megawati Soekarnoputri. 